# Avant Garde
Avant Garde és un tipus de lletra dissenyada per Herb Lubalin per a la revista Avant Garde en 1967. En un primer moment es va crear simplement com a logotip per a la revista, en 1970 és redissenyada com a tipus de lletra comercial per Herb Lubalin i Tom Carnase. És una de les tipografies més destacades dels anys 60 i 70, que contínua en ús actualment.

## Context històric
El 1961 s'inventa el Letraset, un peculiar mètode de transferència en sec. La composició tipogràfica esdevé popular, les tipografies es transfereixen directament sobre el paper. S'utilitzava per a titulars, mentre que per al cos de text s'emprava la màquina d'escriure.
En la dècada de 1970 apareixen els primers ordinadors i la fotocomposició, elements clau en l'evolució del disseny gràfic. Es facilita la còpia de fonts tipogràfiques i aquest fet promou una proliferació de moltes fonts noves, i també la recuperació d'antigues, que es redissenyaran.
Els anys 60 i 70 mostren dos camins en el disseny tipogràfic. Un, més funcional, està representat per la continuació dels enfocaments iniciats en els anys 50 i pot apreciar-se en les famílies tipogràfiques creades per Adrian Frutiger. L'altre enfocament, està representat per la tendència més orgànica, expressiva i lliure de San Francisco en els 60.
Certs grafistes no especialitzats en el disseny de lletres volen crear una escriptura expressiva. Les fonts que dissenyen intenten captar l'atenció, no pretenen utilitzar-les per a la lectura corrent. Hi ha molts exemples: algunes són interessants, altres extravagants o il·legibles. La Eurostyle de Aldo Novarese o l'Avant Garde Gothic de Herb Lubalin s'han convertit en l'expressió d'aquesta època de dinamisme i modernitat tecnològica.

## Història de la seua creació

Logotip de la revista Avant Garde.

En 1967 Herb Lubalin dissenya l'Avant Garde per al logotip de la revista Avant Garde, en la que col·labora amb Ralph Ginzburg. La forma de les lletres de Lubalin amb les seues ajustades combinacions reflecteix el desig de Ginzburg de capturar l'avanç, la innovació, la creativitat. I, amb ella, aconseguixen crear una identitat futurista, recognoscible a l'instant, per a la publicació.
Originàriament no era una font comercial i es va crear només la versió en majúscules. Herb Lubalin i Ralph Ginzburg reben nombroses peticions per a alliberar el tipus de lletra a ús general, però açò no succeïx fins a 1970. En aquest any la revista Avant Garde deixa de publicar-se i es funda la International Typeface Corporation (ITC) gràcies a l'associació de Lubalin, Burns and Company i Photolettering Inc. En 1970 Herb Lubalin junt amb Tom Carnase redissenyen la font per a convertir-la en una font tipogràfica comercial.
Pretenien desenvolupar el model geomètric d'una font que tingués una bona llegibilitat en diferents usos i mantenir les lligadures de la caixa alta per permetre la seva aplicació en tota mena de retolació de caràcter distintiu.
Va costar uns quants mesos de treball transformar l'alfabet bàsic en una família tipogràfica adequada. Es van crear caràcters addicionals (incloent una suite de dissenys alternatius) i es va crear una família completa a partir dels pesos bàsics utilitzats en la revista. Sorgix així l'Avant Garde Gothic.
L'Avant Garde Gothic va ser inicialment llançada amb només cinc pesos romans, però la seva immediata popularitat va fer que aviat s'expandís la família basica. Les fonts condensades van ser dissenyades per Edward Benguiat en 1974, i les cursives per André Gürtler, Erich Gschwind i Cristian Mengelt en 1977.
Des de llavors, la tecnologia Open Type ha permès llançar una versió digital completa d'Avant Garde Gothic que abasta tota l'amplitud de dissenys de Herb Lubalin i Tom Carnase.

## Característiques
Avant Garde és una lletra de pal sec, del tipus geomètric, inspirada en la Futura de Paul Renner i en el moviment alemany de la Bauhaus dels anys 20.
 Es basa en formes geomètriques simples (cercle, quadrat, triangle), traços ascendents i descendents curts i determinades llicències distintives com: la cua de la "Q", que s'insereix pràcticament íntegrament en l'ull de la lletra, o la corba de la "R", que no toca amb el traç vertical.

Però, sens dubte, una de les característiques més interessants d'aquesta font està en les lletres dobles o lligadures que presenta en la caixa alta. A més de l'atapeït espaiat, tan típic de les obres de Lubalin.

## Família
La família tipogràfica es compon de cinc pesos amb les corresponents cursives i quatre dissenys condensats.
- ITC Avant Garde Gothic Extra Light.
- ITC Avant Garde Gothic Extra Light Oblique.
- ITC Avant Garde Gothic Book.
- ITC Avant Garde Gothic Book Oblique.
- ITC Avant Garde Gothic Medium.
- ITC Avant Garde Gothic Medium Oblique.
- ITC Avant Garde Gothic Demi.
- ITC Avant Garde Gothic Demi Oblique.
- ITC Avant Garde Gothic Bold.
- ITC Avant Garde Gothic Bold Oblique.
- ITC Avant Garde Gothic Book Condensed.
- ITC Avant Garde Gothic Medium Condensed.
- ITC Avant Garde Gothic Demi Condensed.
- ITC Avant Garde Gothic Bold Condensed.